# Antonio Mario Mazzarrino
Antonio Mario Franco Mazzarino (o Mazzarrino) (Bari, 21 settembre 1925 – Fasano, 8 maggio 2015) è stato un politico italiano.

## Biografia
Nato nel 1925 a Bari, è stato negli anni '40 dirigente dirigente dell'associazionismo cattolico; ha partecipato alla fondazione della DC tarantina come esponente dei Gruppi giovanili, dei quali è stato segretario provinciale e regionale e dirigente nazionale, quindi segretario provinciale della DC e consigliere nazionale della DC dal congresso del 1959 fino al suo scioglimento nel 1994. Più volte componente della Direzione nazionale della DC, è stato per tre volte a capo dell'Ufficio studi propaganda e stampa (Spes) ed ha fatto parte della segreteria politica nazionale che ha affiancato Benigno Zaccagnini durante la seconda fase della sua segreteria.
Consigliere provinciale di Taranto, è stato eletto deputato nel collegio Lecce-Taranto nel 1968 e confermato per altre tre legislature, fino al 1983. Ha presieduto la Commissione bicamerale per il testo unico delle leggi sul Mezzogiorno. È stato sottosegretario di Stato all'Industria nel 1974 e al Tesoro, dal 1974 al 1979, con la delega a rappresentare il governo italiano nel consiglio dei ministri economici e finanziari della Comunità europea. 
Ha fondato e presieduto nel 1960 il primo consorzio per l'Area di sviluppo industriale (Asi) italiano, quello di Taranto; è stato quindi dalla fondazione, nel 1963, al 1985, presidente della Ficei (Federazione italiana dei Consorzi ed Enti di industrializzazione), consigliere di amministrazione dell'Acquedotto pugliese, presidente dei Cantieri Navali di Taranto, e presidente dell'Agenzia per la promozione dello sviluppo del Mezzogiorno.
Malato da tempo, è morto a 89 anni nella sua villa di Laureto di Fasano (Brindisi), dove viveva da qualche anno.